# Лайта, Ласло
Ласло Лайта (венг. Lajtha László; 30 июня 1892, Будапешт — 16 февраля 1963, Будапешт) — венгерский композитор, фольклорист, дирижёр.

## Биография
Родился в Будапеште, в семье с трансильвано-венгерскими и немецкими корнями. Отец композитора, владелец кожевенного завода, был музыкантом-любителем, в молодости мечтал стать дирижёром.
Лайта учился в Будапештской академии музыки у Виктора Херцфельда, затем в Лейпциге, Женеве и наконец в Париже, где его преподавателем был Венсан д’Энди. Перед Первой мировой войной совместно с Белой Бартоком и Золтаном Кодаи занимался исследованием венгерского музыкального фольклора, возглавлял проект по записи венгерской народной музыки. Во время войны служил на фронте артиллерийским офицером, впоследствии военный опыт Лайты нашёл отражение во Второй симфонии (1938) — произведении, которое оставалось не исполненным до 1988 года. В 1919 году начал преподавать в Национальной консерватории, где его учеником был Янош Ференчик, впоследствии ставший активным пропагандистом его музыки. С 1928 г. был членом Международной комиссии народного искусства и традиций Лиги Наций.
После Второй мировой войны Лайта был назначен директором музыкальной редакции Венгерского радио, а также директором музыкального отдела музея этнографии в Будапеште, сотрудником которого он являлся с 1913 года. С 1945 года директор национальной консерватории, с 1952 — Высшей музыкальной школы в Будапеште. В 1947-48 годах работал в Лондоне по приглашению кинорежиссёра Джорджа Хёллеринга, в качестве композитора фильма «Убийство в соборе», однако вместо музыки к фильму в этот период написал свою Третью симфонию, вариации для оркестра и арфовый квинтет № 2 (использовав отрывки этих произведений для саундтрека к фильму). В 1951 году был награждён премией имени Кошута.
Международное признание пришло к Ласло Лайта в 1929 году, когда был исполнен его Струнный квартет № 3, удостоенный премии Элизабет Кулидж. Наряду со многими оркестровыми, камерными и сольными инструментальными произведениями, Лайта был автором церковной музыки и музыки для кино.

## Сочинения
Балеты: «Лисистрата» (1933), «Каприччио» (1944); 2 мессы (1950, 1952); 9 симф. (1936—1961); кам.-инстр. ансамбли, в том числе 10 струн. квартетов; хоры; обработки нар. песен.